# 中华大陆行政执事站
中華大陸行政執事站為一個於1990年代前期在江蘇、安徽成立的以“建造國都”為目標的組織，其领导人为王永民（1954－）。奉李常受為“活基督”。该组织成立于1994年5月1日。1996年9月，王永民被判处有期徒刑20年，后经减刑后于2012年2月14日出狱。

## 定性
中華人民共和國公安部將“中華大陸行政執事站”定性為邪教組織。